# Bominaco
 Bominaco est une frazione de la ville Caporciano, situé dans les Abruzzes en Italie.

## Monuments et patrimoine
- l'église Santa Maria Assunta
- le château de Bominaco